# Celine (residencia de Céline Dion)
Celine fue la segunda residencia de conciertos de la cantante canadiense Céline Dion. La residencia se realizó en The Colosseum at Caesars Palace en Las Vegas, Nevada, a partir del 15 de marzo de 2011, con un estimado de 70 actuaciones por año (lo que hace que Dion sea quien más dinero gana en Las Vegas, ganando $500,000 por espectáculo). La residencia ocupó el puesto 26 en el "Top 50 Worldwide Tour (Mid-Year)" de Pollstar, ganando más de $20 millones. Al ser visto por más de 200,000 personas, la residencia se convirtió en el show número uno en 2011 (para América del Norte). La residencia también ha convertido a Dion en el "acto musical más rentable de Las Vegas" desde Elvis Presley.
Según los datos de fin de año de Pollstar (2011–13), la residencia ha recaudado $ 116.5 millones, jugando a 726,346. En marzo de 2013, el gerente y esposo de Dion, René Angélil , anunció que el contrato de residencia se había extendido hasta 2019. Debido a una declaración hecha por Dion y Caesars el 13 de agosto de 2014, todos los shows planificados hasta el 22 de marzo de 2015 habían sido cancelados debido a la batalla de Angelil con el cáncer de garganta.
El 24 de marzo de 2015, se anunció que Dion reanudaría la residencia el 27 de agosto de 2015 con nuevos elementos teatrales y musicales. Con su regreso al Coliseo, también sería la primera vez que Dion tendría la mayoría de los nuevos miembros de la banda. Casi al mismo tiempo que el anuncio del regreso de Dion, su gerencia emitió una declaración de que debido a darle a Dion una nueva apariencia, algunos de los músicos de gira de la cantante ya no serían parte de su equipo, incluido Claude "Mego" Lemay (Piano y director musical), André Coutu (guitarra), Yves Frulla (teclados) y el violinista Jean-Seb Carré (violín, guitarra y coros). El 14 de enero de 2016, Dion canceló el resto de las actuaciones de enero debido a la reciente muerte de su esposo por cáncer. Dion más tarde reanudó la residencia el 23 de febrero a una multitud agotada que recibió críticas favorables. Dion celebró su espectáculo número 1000 de Las Vegas (en general) el 8 de octubre de 2016. La residencia ha sido vista por más de dos millones de espectadores desde su inicio. El espectáculo concluyó el 8 de junio de 2019, como se anunció el 24 de septiembre de 2018.

## Antecedentes
"Regreso a casa, al Coliseo del Caesars Palace y estoy muy entusiasmada. Con la orquesta y la banda podremos tocar nuestras canciones como nunca antes. El repertorio será extraordinario... una mezcla de clásicos de Hollywood atemporales, junto con todos los favoritos que a mis fanáticos les gusta escucharme cantar. Será un espectáculo muy hermoso, y creo que vamos a elevar el listón más alto que nunca antes. Habrá algunos momentos realmente maravillosos... ¡No puedo esperar!"

El 15 de marzo de 2011, Dion comenzó una residencia de tres años en el Coliseo del Caesars Palace . El nuevo espectáculo cuenta con 31 músicos, que consta de una orquesta y una banda completa. La residencia fue dirigida y producida por Ken Ehrlich con la producción creativa del diseñador de iluminación de Dion Yves Aucoin y el mezclador / diseñador de sonido, Denis Savage. Moment Factoryproducirá los elementos visuales para la residencia (la compañía trabajó anteriormente con Nine Inch Nails y DJ Tiesto). La residencia no contiene los bailarines y la coreografía de estilo Cirque du Soleil vistos en el espectáculo anterior de Dion en el Coliseo, Un nuevo día .
Dion anunció su regreso a Las Vegas durante una aparición en The Oprah Winfrey Show. Los boletos salieron a la venta esa misma semana con ventas extremadamente fuertes. El espectáculo de la noche de apertura el 15 de marzo se agotó en cuestión de minutos. Los ensayos comenzaron el 17 de enero de 2011, en Florida, y en el Coliseo a partir del 17 de febrero de 2011, cuando Dion regresó a Las Vegas para comenzar los preparativos para el nuevo espectáculo.
Además, se informó en enero de 2011 que las ventas de boletos para la residencia ya habían superado la marca de $ 10 millones, marcando la venta más rápida en la historia del lugar. El presidente del Caesars Palace, Gary Selesner, declaró que el primer lote de espectáculos hasta el 17 de abril estará completamente agotado.
- Datos: Q85866311